# International Women's Open 2000
L'International Women's Open 2000 è stato un torneo di tennis giocato sull'erba. 
È stata la 26ª edizione del torneo di Eastbourne, che fa parte della categoria Tier II nell'ambito del WTA Tour 2000. 
Si è giocato a Eastbourne in Inghilterra, dal 19 al 24 giugno 2000.

## Campionesse

### Singolare
Julie Halard-Decugis ha battuto in finale  Dominique Van Roost con il punteggio di 7–6(4), 6–4

### Doppio
Ai Sugiyama /  Nathalie Tauziat hanno battuto in finale  Lisa Raymond /  Rennae Stubbs con il punteggio di 2–6, 6–3, 7–6(3)